# 神保謙
神保 謙（じんぼ けん、1974年 - ）は、日本の国際政治学者。慶應義塾大学総合政策学部教授。

## 来歴
群馬県出身。県立高崎高等学校卒業。2004年3月、慶應義塾大学大学院政策・メディア研究科修了。2005年4月、慶應義塾大学総合政策学部講師、2007年4月、同大学総合政策学部准教授、 2018年4月、同大学総合政策学部教授。
2009年4月から2010年12月までキヤノングローバル戦略研究所客員研究員を兼任、2011年1月から同研究所主任研究員に就任。東京財団上席研究員も兼務。また、2019年から1年間タンマサート大学政治学部の客員研究員として現地にて在外調査、研究を行っていた。

## 著作

### 著書
- アジア太平洋の安全保障アーキテクチャ：地域安全保障の三層構造、日本評論社、2011年

### 共著
- 民主党政権 失敗の検証：日本政治は何を活かすか 中公新書、2013年
- 中国　改革開放への転換：「一九七八年」を越えて、慶應義塾大学出版会、2011年
- 日本の国際政治学 1： 学としての国際政治』（共著）、有斐閣、2009年
- 東アジア共同体と日本の進路、NHK出版、2005年
- 新しい日本の安全保障を考える、自由国民社、2004年
- アメリカと東アジア 慶應義塾大学出版会、2004年
- イラク戦争と自衛隊派遣 東洋経済新報社、2004年
- アジア太平洋の多国間安全保障、日本国際問題研究所、2003年

## 出演番組

### ラジオ
- ザ・ボイス そこまで言うか!（ニッポン放送）
- 飯田浩司のOK! Cozy up!（ニッポン放送）